# 관세인재개발원
관세인재개발원(關稅人材開發院, Customs Human Resources Development Institute)은 대한민국 관세청의 소속기관이다. 2021년 12월 28일 발족하였으며, 충청남도 천안시 동남구 병천면 충절로 1687에 위치하고 있다. 원장은 고위공무원단 나등급에 속하는 임기제공무원으로 보한다.

## 직무
- 교육훈련 계획의 수립 및 교육훈련 과정의 운영
- 교재의 편찬·발간 및 교육기자재의 운영·관리
- 교육과정의 평가 및 교과 분석에 관한 사항
- 관세사 자격시험 및 관세청 소속 공무원에 대한 시험에 관한 사항
- 외국 세관 직원의 능력배양을 위한 교육프로그램의 운영에 관한 사항
- 탐지견의 훈련, 평가 및 탐지견 훈련시설의 관리에 관한 사항
- 훈련용 마약류 및 화약류의 관리

## 연혁
- 1962년 5월 1일: 재무부 소속으로 재무부공무원훈련소 설치.[3]
- 1963년 10월 31일: 재무부공무원교육원으로 개편.[4]
- 1965년 8월 24일: 교수부 산하에 관세반담당을 별도로 운영.
- 1968년 4월 15일: 국세청 소속 세무공무원교육원으로 개편.[5]
- 1972년 2월 12일: 관세담당분원 개원(부산세관 내).
- 1976년 12월 10일: 세무공무원교육원으로 통합.
- 1977년 6월 3일: 관세행정에 대한 교육 사무를 이관하여 관세청 소속 관세공무원교육원으로 분리.[6]
- 1978년 7월 25일: 인천으로 청사 이전.
- 1992년 3월 4일: 구 인천세관본관 인수(교육원 본관으로 활용).
- 1999년 1월 1일: 세무공무원교육원과 통합하여 국세공무원교육원으로 개편.[7]
- 2001년 2월 28일: 세무대학 시설인수에 따른 교육시설 확대.
- 2006년 1월 2일: 관세 분야 공무원의 교육에 관한 사무를 이관받아 관세청 소속 관세국경관리연수원으로 분리독립.[8]
- 2008년 2월 1일: 천안으로 청사 이전.
- 2010년 6월 26일: 세계관세기구 아태지역훈련센터 지정.
- 2010년 9월 8일: 세계관세기구 아태지역훈련센터 개소.
- 2016년 3월 1일: 책임운영기관으로 지정.[9]
- 2021년 12월 28일: 관세인재개발원으로 개편.[10]

## 조직

### 원장
- 교육지원과[11]
- 인재개발과[12]
- 탐지견훈련센터담당관[13]

## 같이 보기
- 국세공무원교육원